# 泗水南站
泗水南站位于中华人民共和国山东省济宁市泗水县，是日兰高速铁路上的一座车站，2019年11月26日随日兰高速铁路日照至曲阜段开通而投入使用。